# Историјске покрајине Румуније
Историјске покрајине Румуније је појам којим се описују историјске земље традицинално насељене Румунима, али другим народима (Мађари, Срби, Украјинци, Турци, Бугари, Молдавци). Оне обухватају подручје данашњих држава Румуније и Молдавије, али и суседних земаља: Украјине, Србије, Бугарске, Мађарске. Већина ових земаља и данас на пограничном подручју има заједнице румунске националне мањине.
Током 20. века питање историјских покрајина било је веома важно у румунској историји, а свој највећи обухват Румунија је имала између два светска рата, када је готово цело подручје насељено Румунима било у саставу матичне државе. Данас се матичним државом румунског народа сматра Румунија.

## Подела
Историјске покрајине Румуније су (* данас делимично у оквирима Румуније и Молдавије, ** данас изван оквира Румуније и Молдавије):
- Влашка (рум. Ţara Românească, Valahia) — највећа покрајина, која заузима готово пола данашње Румуније са Букурештом као средиштем. То је и средиште румунске државности (Румунски „Пијемонт”)
  - Мунтенија (Велика Влашка) (рум. Muntenia) — јужна историјска покрајина са Букурештом као средиштем
  - Олтенија (Мала Влашка) (рум. Oltenia) — југозападна историјска покрајина са Крајовом као средиштем
- Добруџа* (рум. Dobrogea) — југоисточна историјска покрајина са Констанцом као средиштем, мањи, јужни део данас у Бугарској
- Трансилванија (рум. Ardeal, Transilvania) — средишња историјска покрајина са Клужом као средиштем, историјски припада и покрајинама са мађарским становништвом
- Банат* (рум. Banat) — западна историјска покрајина са Темишваром као средиштем, мањи, западни део данас у Србији, а крајњи северни у Мађарској
- Кришана* (рум. Crişana) — западна историјска покрајина са Орадеом као средиштем, мањи, западни део данас у Мађарској
- Марамуреш (рум. Maramureş) — северозападна историјска покрајина са Сату Мареом као средиштем
- Молдавија - средишња историјска покрајина са Јашијем као средиштем, данас подељена између република Румуније и Молдавије
- Буковина* (рум. Bucovina) - северна историјска покрајина са Сучавом као средиштем, већи, северни део данас у Украјини
- Буџак** (рум. Bugeac) — источна историјска покрајина, данас у Украјини
- Бесарабија* (рум. Basarabia) — источна историјска покрајина, данас у Молдавији и Украјини
- Придњестровље** (рум. Transnistria) — источна историјска покрајина, данас званично део државе Молдавије, у стварности независно подручје. Ова покрајина је најкраће време (1941–1944) била у сасставу румунске државе.